# Samsung Galaxy Camera/Zoom (series)
En el año 2012, Samsung creó la línea de modelos Samsung Galaxy Camera, que dio inicio al haber sido estrenada en el mes de noviembre de ese año, la Samsung Galaxy Camera. una especie de cámara digital que se diferenciaba a los modelos de otras marcas y líneas por contar con el sistema operativo Android, conectividad Wi-Fi y otras funciones inteligentes que la hacen funcionar como un teléfono inteligente cualquiera. En 2014, llegó el sucesor de la Galaxy Camera, la Samsung Galaxy Camera 2. En 2013, se estrenó la línea Galaxy Zoom, con el Samsung Galaxy S4 Zoom (SM-C101), una variante del terminal de gama alta Samsung Galaxy S4 que contaba con un zoom óptico de 10 aumentos, a diferencia de otros dispositivos normales que contaban con un zoom digital de 4 aumentos. El sucesor del Galaxy S4 Zoom fue el Samsung Galaxy K Zoom (SM-C115) o Samsung Galaxy S5 Zoom, de 2014

## Línea Galaxy Camera, como ninguna otra del mercado
La línea Samsung Galaxy contó con 2 cámaras digitales: la Samsung Galaxy Camera original, lanzada en noviembre de 2012 y la Galaxy Camera 2, lanzada el 2 de enero del 2014. Ambos modelos no cuentan con mayores diferencias que algunos modos de disparo de la cámara y el sistema operativo.
Modos de disparo
Smart Mode es la función de ambas series de camaráfonos que incluyen varios modos de disparo como Light trace (trazo de luz), Sunset (Atardecer) y Waterfall (Cascada) que requieren el uso de un trípode y otros como Kids shot (Sólo Galaxy Zoom) (Niños), HDR/Rich tone (Tono rico o HDR), Panorama (Panorámica) o Drama, que no requieren de un trípode para realizar la toma, pero si de mantener el dispositivo firme entre las manos para un mejor resultado
La diferencia entre la Galaxy Camera y Camera 2 de modos Smart es la cantidad de modos. La Galaxy Camera de 2012 contiene 15 modos que, serían introducidos nuevamente en el 2013 con la línea de los Galaxy Zoom, mientras que la Camera 2 de 2014 incluía 3 modos nuevos: Interval (Intervalo), Color bracket y Selfie alarm (Este último sería incluido nuevamente en la gama de modos del camaráfono que sería lanzado meses después, el Galaxy K Zoom).
Sistema operativo
La versión de sistema operativo entre ambas cámaras es no muy distinta. Estas cámaras corren con el sistema operativo oficial de Samsung desde 2010 que fue lanzado el Samsung Galaxy S Cabe destacar que las versiones de Android Jelly Bean con las que corren las dos versiones de la Galaxy Camera fueron introducidas aparte en la línea de phablets de Samsung: la línea Samsung Galaxy Note, presente desde 2011. La versión de Android del modelo de 2012 es la predeterminada del Samsung Galaxy Note II del mismo año: la 4.1.2, y la de modelo de 2013 es la predeterminada del Note de ese año: el Samsung Galaxy Note 3: la 4.3

## Línea Samsung Galaxy Zoom: zoom menor, pero igual de buena
A inicios del segundo trimestre del año 2013, para ser más exactos, el 14 de marzo, Samsung lanzó su dispositivo inteligente Samsung Galaxy S4 que introducía nuevas funciones inteligentes como las opciones de las pestañas Air gestures que se basaban en movimientos horizontales y verticales de la mano sobre el sensor del teléfono y Smart screen que se basaba en movimientos de la cara cuando los ojos apuntan o no al teléfono o cuando estos están o no abiertos viendo la pantalla. Este fue un gran éxito en ventas, y las Galaxy Camera ya no se daban abasto en las tiendas, a pesar de que faltaban 7 meses para cumplir 1 año de haber sido lanzadas.